# Martin Walser
Martin Johannes Walser, nemški pisatelj, * 24. marec 1927, Wasserburg am Bodensee, Bavarska, Nemčija, † 28. julij 2023.
Walser je postal znan po prikazovanju notranjih konfliktov »antijunakov« v svojih romanih in novelah.

## Življenje
Walserjevi starši so imeli v lasti železniško restavracijo in trgovino s premogom v Wasserburgu pri Bodenskem jezeru. Okolje njegovega otroštva dobro prikazuje roman Izvirajoči vodnjak (nem. Ein springender Brunnen). Od leta 1938 do 1943 je obiskoval višjo realko v Lindauu in bil pozvan v vojsko kot pomočnik protiletalske obrambe. Po dokumentaciji Berlinskega zveznega arhiva je Walser zapisan v centralni datoteki Nacionalne-socialistične delovne stranke Adolfa Hitlerja, z vstopnim datumom 30. januar 1944. Ampak Walser zanika, da bi kdajkoli izpolnil prijavnico za vstop v stranko. Po odsluženi vojaški obveznosti je dočakal konec 2. svetovne vojne kot vojak nemške armade. Po koncu vojne je leta 1946 v Lindauu na gimnaziji Bodensee-Gymnasium naredil maturo in študiral na univerzah v Regensburgu in Tübingenu literarno vedo, zgodovino in filozofijo. Z disertacijo o Franzu Kafki je leta 1951 v Tübingenu doktoriral.
Med študijem je Walser delal kot poročevalec za radijsko postajo Süddeutscher Rundfunk in pisal prve radijske igre. Skupaj s Helmutom Jedelejem je bil jedro radijske »genialne ekipe«. Leta 1950 se je poročil s Katharino »Käthe« Neuner-Jehle. Iz tega zakona so hčerke Franziska, Alissa, Johanna in Theresia; iz razmerja z Mario Carlsson, kasnejšo ženo ustanovitelja Spiegla Rudolfa Augsteina pa sin Jakob.
Od leta 1953 so Walserja redno vabili na srečanja »Skupine 47«, ki ga je leta 1955 tudi odlikovala za njegovo pripoved Templonov konec (Templons Ende). Njegov prvi roman Poroke v Philippsburgu (Ehen in Philippsburg) je izšel leta 1957 in postal velika uspešnica. Od tedaj je Walser živel s svojo družino kot svobodni pisatelj, najprej v Friedrichshafnu in potem v Nußdorfu pri Bodenskem jezeru.
V 60. letih dvajsetega stoletja se je Walser, tako kot številni drugi levičarski intelektualci (Günter Grass idr.), zavzemal za izvolitev Willya Brandta za zveznega kanclerja. Leta 1964 je bil poslušalec pri procesu o Auschwitzu v Frankfurtu. Bil je proti vojni v Vietnamu, odpotoval je v Moskvo in veljal v 60-ih in 70. letih (tudi v očeh svojega založnika Siegfrieda Unselda) za simpatizerja Nemške komunistične stranke, v katero pa ni bil nikoli včlanjen. Prijateljeval je z Ernstom Blochom, Robertom Steigerwaldom in drugimi.
Leta 1988 je imel Walser v okviru cikla »Govori o lastni državi« govor, v katerem je pojasnil, da občuti delitev Nemčije kot bolečo praznino, s katero se ne bo sprijaznil. To snov je preoblikoval tudi v temo svoje pripovedi Dorle in volk (Dorle und Wolf). Čeprav Walser jasno poudarja, da se njegova drža tekom časa ni spremenila, nekateri opazovalci govorijo o spremembi avtorjevih stališč.
Klavzula, nenavadna za založniške pogodbe, je Walserju omogočila, da je po smrti Siegfrieda Unselda z vsemi svojimi deli leta 2004 zamenjal založbo Suhrkamp za založbo Rowohlt. Pri tem je igralo veliko vlogo preveč zadržano stališče založbe v konfliktu glede njegovega spornega romana Smrt kritika (Tod eines Kritikers).
Walser je član Akademije umetnosti v Berlinu, Saške akademije umetnosti, Nemške akademije za jezik in književnost (Darmstadt) in član nemškega P.E.N.-a. Leta 2007 je revija Cicero sestavila seznam 500-ih najpomembnejših nemškogovorečih intelektualcev. Po tem seznamu je Martin Walser, za papežem Benediktom XVI., na drugem mestu, pred Günterjem Grassom.

Če pa mi mediji vsak dan očitajo to preteklost, opažam, da se v meni dvigne upor proti stalnemu prikazovanju naše sramote. Namesto, da bi bil hvaležen za nenehno prikazovanje naše sramote, raje pogledam stran. Rad bi razumel, zakaj je ravno v tem desetletju preteklost tako zelo prisotna. Ko opažam ta svoj upor, poskušam najti motive za to prikazovanje in sem skorajda vesel, ko odkrijem, da pogosto motiv ni spominjanje, ampak instrumentalizacija naše sramote za aktualne namene. Vedno za dobre namene, častne, ampak vseeno za instrumentalizacijo. [...] Auschwitz ni primeren za to, da bi postal stalna grožnja, stalno sredstvo za ustrahovanje ali moralna gorjača ali pa samo obvezna vaja. Kar nastane z ritualizacijo, ni nič boljše kot molitev [...]

Odlomki iz Walserjevega govora v cerkvi sv. Pavla, 11. oktobra 1998
Začudenje leve scene, ki je na Walserja dolgo časa gledala kot na enega izmed svojih, se je spremenilo v protest, ko je Walser ob podelitvi Nagrade za mir, ki jo podeljujejo nemški založniki, 11. oktobra 1998 v frankfurtski cerkvi sv. Paula, imel govor, v katerem je zavrnil »instrumentalizacijo holokavsta«.
Walserjeve izjave, ki so jih številni videli kot jezikovno zahtevne, so bile večkrat interpretirane sledeče: Nacistične zločine so nekateri uporabili za namen, da bi Nemcem prizadejali bolečino ali za krepitev političnih zahtev. Posameznik, ki te zločine stalno tematizira, se čuti boljšega od svojih soljudi. Tema Auschwitza pa, prav zaradi svoje velike pomembnosti, ne bi smela delovati kot »moralna gorjača«.
Po končanem govoru je bil Walser, kakor so pokazali televizijski posnetki, deležen vsesplošnega aplavza prisotnih, z izjemo Ignatza Bubisa in njegove žene. Predstojnik Centralnega sveta Judov v Nemčiji je Walseru očital izmikanje. Walserju so tudi očitali, da so se nanj sklicevali desničarski revizionisti, ki so zavračali to aktualno temo. Walser se je tej kritiki uprl, čes da ni imel v mislih politične instrumentalizacije svojega »zelo osebnega mnenja«, ampak, da je govoril samo o svojih osebnih občutkih.
V odprtem pismu, naslovljenem na Ignatza Bubisa, 12. januarja 1999 v časopisu Schweizer Wochenzeitung, navaja Günter Amendt anekdoto iz leta 1978. V tem letu je Günter Amendt na povabilo organizatorja koncerta spremljal Boba Dylana in njegovo skupino. Prav tako se je že veliko let ukvarjal z recepcijo Dylanovih del v zahodnonemških medijih, pri tem zlasti s poudarkom antisemitskega stereotipa. Po koncu turneje naj bi v uredništvu Konkret naletel na Martina Walserja. Ta naj bi z nekoliko agresivnim podtonom vprašal, »kaj je pravzaprav posebnega na temu 'naokolipotepajočemu se Izraelcu'?«.
Domnevna ali dejanska Walserjeva naklonjenost meščanski strani je znova postala javna tema, ko je na zasedanju stranke CDU za zaprtimi vrati v Wildbad Kreuthu nastopil kot častni govorec. Ko je v svojem ključnem romanu Smrt kritika (Tod eines Kritikers), ki je izšel leta 2002, kritiziral literarnega kritika Marcela Reicha-Ranickega, po eni strani kot osebo, po drugi kot simbol nepoštene kulturne scene, so se spet protesti. Frank Schirrmacher pa mu je posledično očital še antisemitizem.
Spomenik holokavstu v Berlinu je Walser zaničevalno označil za »nočno moro v velikosti nogometnega igrišča v srcu glavnega mesta« in kot »odlagališče vencev«; nasprotno pa ima Walser dandanes do spomenika pozitiven odnos.

## Dela (izbor)
Walserjev vedno znova se ponavljajoči motiv je neuspeh v življenju. Walserjevi junaki imajo največkrat enozložne priimke (»Dorn«, »Halm«, »Zürn«, »Lach«, »Gern«) in zahtevam, ki jih postavljajo njihovi bližnji ali si jih postavijo sami, niso kos. Notranji konflikt, ki ga bijejo sami s sabo, najdemo v vseh velikih Walserjevih romanih. To, da se boji dogajajo samo v dušah junakov, medtem ko je zunanje dogajanje postransko, označuje Martina Walserja za tipičnega predstavnika nemške povojne literature (kot Heinricha Bölla, Petra Handkeja ali Siegfrieda Lenza). To ga postavi tudi v nasprotje z anglo-saško literarno tradicijo, kjer je zunanje dogajanje pomembnejše.
Ne smemo pa pozabiti tudi Walserjevih gledaliških del, saj je že s svojim prvim delom poskrbel za burne diskusije.
- Opis forme. Poskus o epskem pisanju Franza Kafke. Dizertacija, Beißner, Tübingen 1951
- Letalo nad hišo in druge zgodbe (Ein Flugzeug über dem Haus, 1955), Suhrkamp, Frankfurt/Main
- Poroke v Philippsburgu (Ehen in Philippsburg, 1957), Surhkamp, Frankfurt/Main
- Polčas (Halbzeit, 1960), Suhrkamp, Frankfurt/Main
- Hrast in Angora. Nemška kronika (Eiche und Angora. Eine deutsche Chronik, 1962), Suhrkamp, Frankfurt/Main
- Fikcija (Fiction, 1970), Suhrkamp, Frankfurt/Main
- Iz besednega zaklada naših bojev. Scene. S 16 grafikami Peera Wolframa (Aus dem Wortschatz unserer Kämpfe. Szenen. Mit 16 Graphiken von Peer Wolfram, 1971) Eremiten-Presse, Steinerstadt
- Padec (Der Sturz, 1973) Suhrkamp, Frankfurt/Main
- Igra. Prizori iz 16. stoletja (Das Schauspiel. Szenen aus dem 16. Jahrhundert, 1975) Suhrkamp, Frankfurt/Main
- Onstran ljubezni (Jenseits der Liebe, 1976) Suhrkamp, Frankfurt/Main
- Bežeči konj. Novela (Ein fliendes Pferd, 1978; sl. ) Suhrkamp, Frankfurt/ Main
- Dušno delo. Roman (Seelenarbeit, 1979) Suhrkamp, Frankfurt/ Main
- Labodja hiša. Roman (Das Schwanenhaus, 1980) Suhrkamp, Frankfurt/ Main